# Planned Parenthood
Planned Parenthood Federation of America, Inc. (PPFA), o simplemente Planned Parenthood (en español, "Paternidad Planificada"), es una organización estadounidense sin ánimo de lucro que ofrece servicios de salud reproductiva, de educación sexual, de planificación familiar y de aborto en los Estados Unidos y en el mundo. Es miembro de la Federación Internacional de Planificación Familiar (en inglés, "International Planned Parenthood Federation" o IPPF). 
PPFA nace en Brooklyn, Nueva York, donde Margaret Sanger abrió en 1916 la primera clínica de anticoncepción en los Estados Unidos. Sanger fundó la American Birth Control League, o Liga Estadounidense de Control de Natalidad, en 1921. En 1942 cambió su nombre por el de Planned Parenthood.
Es una corporación exenta de impuestos según la sección 501 del Código de Rentas Internas.
Planned Parenthood tiene 159 afiliados que operan más de 600 centros de salud en los Estados Unidos. Mantiene asociaciones con distintas organizaciones en doce países. De manera directa, provee servicios de salud reproductiva y educación sexual, contribuye con investigaciones relacionadas con tecnología reproductiva y promueve la protección y expansión de los derechos reproductivos.
Planned Parenthood es el mayor proveedor de servicios de salud reproductiva en Estados Unidos, incluido el aborto inducido. En su reporte anual de 2014, Planned Parenthood informó que atendió a más de 2,5 millones de pacientes en más de 4 millones de visitas, y que realizó un total de cerca de 9,5 millones de prácticas médicas, lo que incluye un total de 324.000 abortos. Su presupuesto anual alcanza los US$ 1.300.000.000 incluyendo aproximadamente US$ 530 millones de financiamiento gubernamental (por ejemplo, reembolsos de Medicaid). A lo largo de su historia, Planned Parenthood y sus clínicas afiliadas han recibido apoyo, controversia y protestas,
Si bien hubo acusaciones al respecto, múltiples investigaciones de la justicia estadounidense encontraron que Planned Parenthood, no comercializa tejido fetal.

## Historia

### Origen

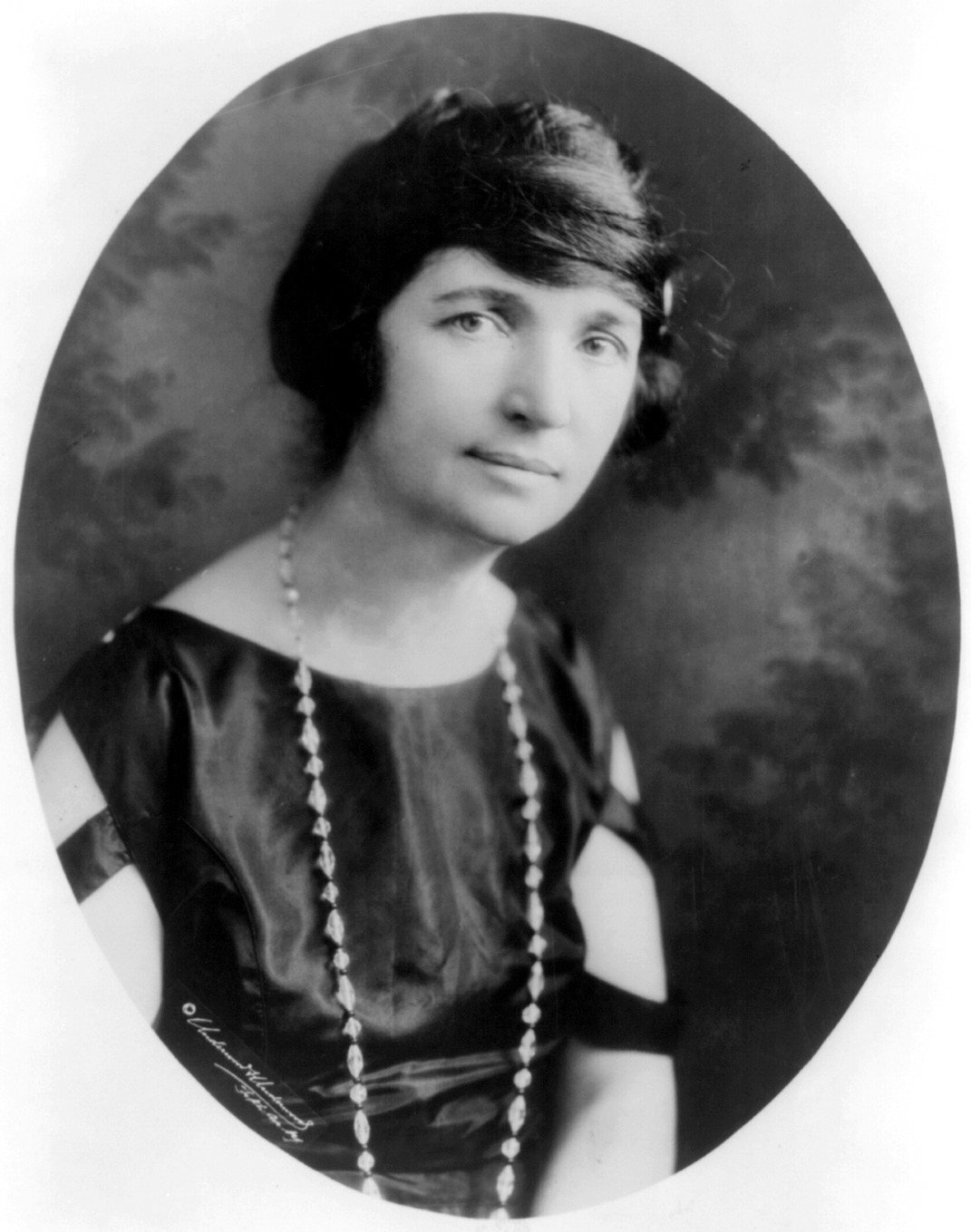
Margaret Sanger (1922), la primera presidente y fundadora de Planned Parenthood.

En octubre de 1916 Margaret Sanger, su hermana Ethel Byrne y Fania Mindell abrieron la primera clínica de anticoncepción en los Estados Unidos, en Brownsville, un barrio de Brooklyn. Distribuían anticonceptivos e informaban sobre anticoncepción. Las tres mujeres fueron arrestadas y encarceladas, acusadas de distribuir materiales obscenos. Su procesamiento (conocido como el juicio de Brownsville) despertó el interés nacional y sumó apoyos para su causa. Recibieron una condena que apelaron en dos instancias. Si bien las condenas no se anularon, el juez de la última instancia también permitió la prescripción médica de anticonceptivos y se iniciaron cambios significativos en la legislación sobre anticoncepción y educación sexual en los Estados Unidos.
En 1921 la clínica se reorganizó como la Liga Americana de Control de la Natalidad (American Birth Control League), que se constituyó en el núcleo de la única organización de control de la natalidad en los Estados Unidos hasta los años sesenta. Hacia 1941 operaba 222 centros y atendía 49.000 pacientes. Había quienes sostenían que su nombre era ofensivo y contrario a la familia, y por ello comenzaron a discutir una nueva denominación. En 1938 se organizó el Comité Ciudadano para la Planificación Familiar (Citizens Committee for Planned Parenthood) a fin de apoyar la difusión del conocimiento científico acerca de la anticoncepción que realizaba la Liga Americana para el Control de la Natalidad. En 1942 la Liga cambió oficialmente su nombre a Planned Parenthood Federation of America.
Con gran parte de su actividad sostenida por voluntarios, hacia 1960 Planned Parenthood proveía servicios de consejería sobre planificación familiar en cientos de comunidades. Planned Parenthood fue uno de los miembros fundadores de la Federación Internacional de Planificación Familiar (International Planned Parenthood Federation) cuando se creó en una conferencia en Mumbay, India, en 1952.
Tanto Planned Parenthood como Margaret Sanger están fuertemente asociados a la cuestión del aborto en la actualidad. De todas maneras, durante gran parte de la vida de la organización, y mientras Sanger vivía, el aborto era ilegal en los Estados Unidos, y las discusiones sobre este tema con frecuencia eran censuradas. Durante este período, Sanger, como muchos otros norteamericanos que impulsaban el control de la natalidad, condenaban públicamente el aborto, argumentando que no sería necesario si cada mujer en Estados Unidos tuviera acceso a anticonceptivos.

### Después de Sanger
A continuación de Margaret Sanger, Alan Frank Guttmacher fue presidente de Planned Parenthood desde 1962 hasta 1974. Durante su mandato, la Administración de Alimentos y Medicamentos (FDA) aprobó la comercialización de la píldora anticonceptiva, dando inicio a una nueva forma de entender la libertad reproductiva de la mujer. Asimismo, en este período, Planned Parenthood presionó al gobierno federal de los Estados Unidos para promover la salud reproductiva, lo que culminó en la provisión de subsidios gubernamentales para que mujeres de bajos ingresos pudieran acceder a servicios de planificación familiar, durante la presidencia de Richard Nixon.
Planned Parenthood comenzó a hacer campaña por una reforma en la legislación sobre aborto en 1955, cuando la directora médica de la organización, Mary Calderone, convocó a una conferencia nacional de médicos para discutir este tema. La conferencia se convirtió en la instancia en que profesionales de la salud comenzaron a demandar una reforma en la legislación para evitar la criminalización del aborto, y jugó un papel muy importante en la creación de un movimiento para la legalización de esta práctica en los Estados Unidos. Enfocándose en la legalización del aborto terapéutico, Planned Parenthood fue convirtiéndose de manera paulatina en un activo impulsor de leyes liberales de aborto durante la década de 1960, culminando en un llamado a rechazar todas las leyes que prohibían el aborto en 1969. En los años siguientes, la organización tuvo un rol fundamental en casos que sentaron jurisprudencia como Roe v Wade (1973) y Planned Parenthood v Casey (1992). Una vez que el aborto se legalizó a principios de los '70, Planned Parenthood comenzó a proveer esa práctica médica.

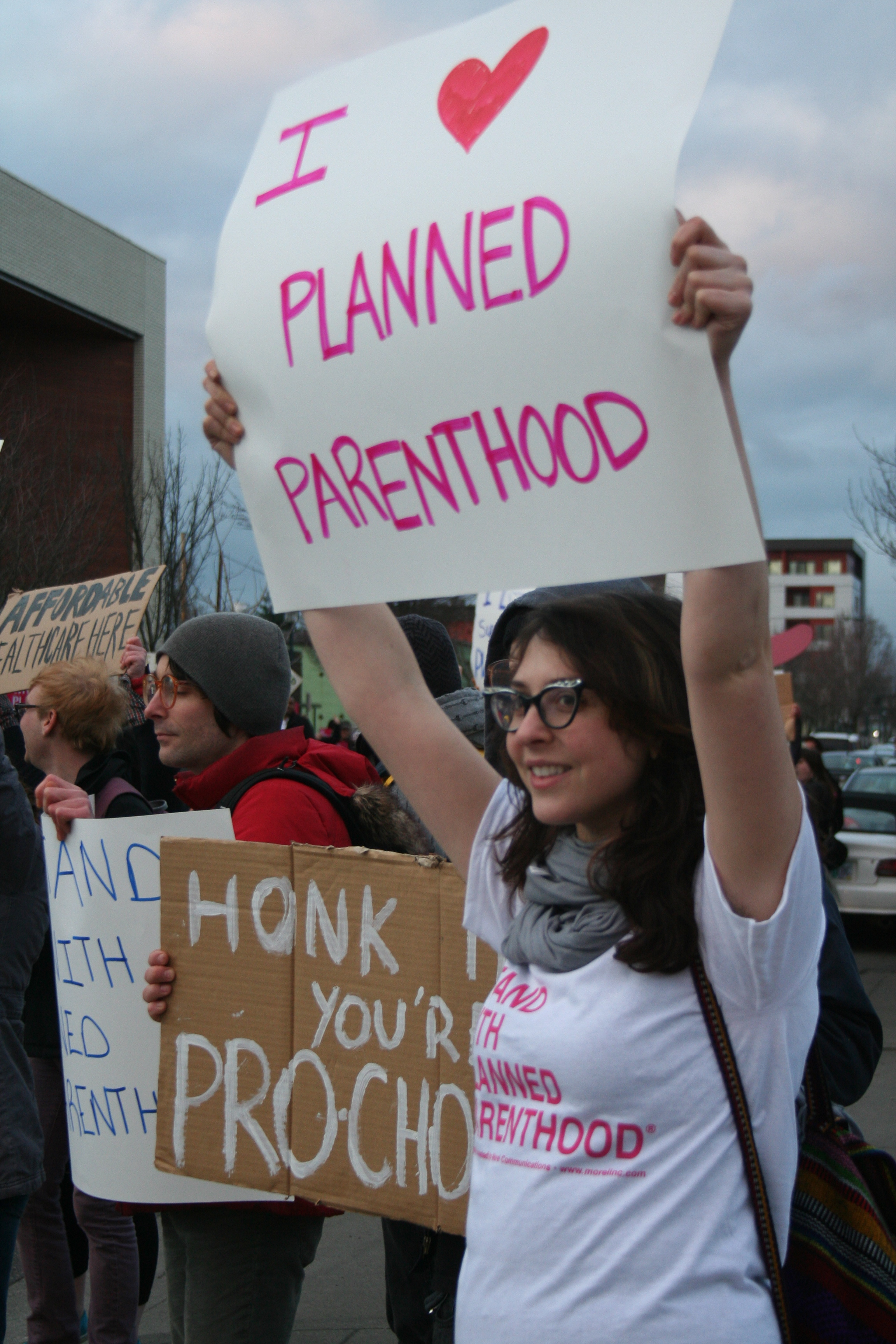
Manifestación en apoyo a Planned Parenthood

En 1978 Faye Wattleton asumió como presidente de Planned Parenthood, mandato que ejerció hasta 1992, convirtiéndose en la primera afroamericana en ocupar ese cargo, y también en la más joven de la historia de la organización. En este período, Planned Parenthood creció hasta convertirse en la séptima organización de ayuda en Estados Unidos, sirviendo a cuatro millones de personas a través de 170 entidades afiliadas, cuyas actividades se extendían a los 50 estados.
De 1996 a 2000, Planned Parenthood fue liderado por Gloria Feldt. Feldt creó un comité de acción política llamado Planned Parenthood Action Fund (PPAF), que se dedicó a actividades educativas y electorales, incluyendo cabildeo legislativo, educación del votante, y promoción de organizaciones de base. Feldt también lanzó la "Responsible Choices Action Agenda", una campaña a nivel nacional para incrementar las acciones de prevención de embarazos no deseados, mejorar la calidad de los servicios de salud reproductiva, y asegurar el acceso al aborto seguro y legal.
El 15 de febrero de 2006, Cecile Richards, asumió la presidencia de la organización. En 2012 Richards fue seleccionada por la revista Time como una de las "100 personas más influyentes en el mundo".

### Margaret Sanger Awards
En 1966, PPFA comenzó a otorgar el Premio Margaret Sanger anualmente para honrar, en sus palabras, «individuos de distinción en reconocimiento de la excelencia y el liderazgo en la promoción de la salud reproductiva y los derechos reproductivos». En el primer año, fue otorgado a cuatro hombres: Carl G. Hartman, William H. Draper, Lyndon B. Johnson y Martin Luther King, Jr. Los destinatarios posteriores incluyen a John D. Rockefeller III, Katharine Hepburn, Jane Fonda, Hillary Clinton y Ted Turner.

## Servicios
Los servicios proporcionados por los afiliados de PPFA varían según la ubicación, con poco más de la mitad de todos los afiliados de Planned Parenthood en los Estados Unidos que realizan abortos. Los servicios provistos por PPFA incluyen anticonceptivos y anticonceptivos reversibles de acción prolongada; anticoncepción de emergencia; exámenes clínicos de mama; cribado de cáncer de cuello uterino; pruebas de embarazo y asesoramiento sobre opciones de embarazo; pruebas y tratamiento para infecciones de transmisión sexual; educación sexual; vasectomías; servicios LGBT; y aborto. Planned Parenthood lleva a cabo exámenes de detección de cáncer pero no brinda mamografías.
En 2013, PPFA informó haber visto 2,7 millones de pacientes en 4,6 millones de visitas clínicas. Aproximadamente el 16% de sus clientes son adolescentes. Según PPFA, en 2014 la organización brindó 3.6 millones de servicios anticonceptivos, 4,5 millones de servicios de infecciones de transmisión sexual, cerca de 1 millón de servicios relacionados con el cáncer, más de 1 millón de pruebas de embarazo y servicios prenatales, más de 324 000 servicios de aborto y más de 100 000 otros servicios, por un total de 9.5 millones de servicios discretos. PPFA es bien conocido por proporcionar servicios a las minorías y los pobres; Según PPFA, aproximadamente cuatro de cada cinco de sus clientes tienen ingresos iguales o inferiores al 150 por ciento del nivel federal de pobreza. Los servicios para la salud de los hombres incluyen pruebas y tratamiento de ETS, procedimientos de vasectomía y servicios de disfunción eréctil. La educación está disponible en relación con el control de la natalidad masculina y la reducción del riesgo de enfermedades de transmisión sexual.

## Instalaciones
Planned Parenthood tiene dos oficinas nacionales en los Estados Unidos: una en Washington D. C. y una en Nueva York. Tiene tres oficinas internacionales, incluida una oficina central en Londres, Inglaterra. Tiene 68 afiliados médicos y afines y otros 101 afiliados, incluidos 34 comités de acción política. Estas filiales juntas operan más de 700 centros de salud en los 50 estados y el Distrito de Columbia. PPFA posee aproximadamente US $ 54 millones en propiedades, incluidos bienes inmuebles. Además, PPFA gasta un poco más de US $ 1 millón por año en espacio alquilado. La instalación más grande, una estructura de US $ 26 millones y 78 000 pies cuadrados (7200 metros cuadrados), se completó en Houston, Texas, en mayo de 2010.

## Disponibilidad mundial
El alcance internacional de PPFA y otras actividades son realizadas por Planned Parenthood Global, una división de PPFA, y por la Federación Internacional de Planificación de la Familia (IPPF) que ahora consta de más de 149 Asociaciones Miembros que trabajan en más de 189 países. La IPPF está además asociada con las afiliadas de la Federación Internacional de Planificación de la Familia en el Caribe y las Américas y la Red Europea de IPPF, así como otras organizaciones como Planificación Familiar de Queensland, Pro Familia (Alemania) y Movimiento Francés para la Planificación Familia. Las oficinas se encuentran en Nueva York, NY; Washington D. C.; Miami, Florida; Ciudad de Guatemala, Guatemala; Abuya, Nigeria; y Nairobi, Kenia. Los países principales de la organización son Guatemala, Nicaragua, Costa Rica, Ecuador, Perú, Senegal, Burkina Faso, Nigeria, Sudán, Sudán del Sur, Uganda, Etiopía y Kenia. Bloomberg Philanthropies donó US $ 50 millones para los esfuerzos de planificación familiar y salud reproductiva de Planned Parenthood Global en Tanzania, Nicaragua, Burkina Faso, Senegal y Uganda. Entre los países y territorios específicos atendidos por Planned Parenthood Global, la planificación de la reproducción es Brasil, Colombia, El Salvador, Guayana Francesa, Guatemala, Haití, Honduras, Martinica, México, Panamá, Paraguay, Perú, Surinam, Venezuela, Puerto Rico, Islas Vírgenes de los Estados Unidos. , República Dominicana, Barbados, Bolivia, Ecuador, Guadalupe, San Martín, Guyana, Cabo Verde y Samoa.

## Financiamiento
Desde Ronald Reagan, los presidentes republicanos de Estados Unidos han mantenido la política de exigir a las organizaciones no gubernamentales, para la recepción de fondos gubernamentales, abstenerse de facilitar, promover u ofrecer servicios abortivos. Así, George W. Bush restableció la Política estadounidense respecto al aborto en la Ciudad de México en 2001. De modo alterno, esta política ha sido derogada por los demócratas (fue anulada por última vez por el presidente Joe Biden).
Planned Parenthood ha recibido fondos federales desde 1970, cuando el presidente Richard Nixon promulgó la Ley de servicios de planificación familiar y de investigación de la población, que modifica la Ley de servicios de salud pública. El Título X de esa ley proporciona fondos para los servicios de planificación familiar, incluida la anticoncepción y la información sobre planificación familiar. La ley tuvo el apoyo de republicanos y demócratas. Nixon describió el financiamiento del Título X como basado en la premisa de que "a ninguna mujer estadounidense se le debe negar el acceso a la asistencia de planificación familiar debido a su condición económica".
Los donantes de Planned Parenthood han incluido la Fundación Bill y Melinda Gates, la Fundación Buffett, la Fundación Ford, la Fundación Turner, los Cullmans y otros. Las contribuciones de la Fundación Bill y Melinda Gates a la organización se han marcado específicamente para evitar el financiamiento de abortos. Algunos donantes, como la Fundación Buffet, han apoyado la salud reproductiva que puede incluir servicios de aborto. Los grupos provida han abogado por el boicot de los donantes a Planned Parenthood. Los donantes corporativos incluyen CREDO Mobile.
En el año fiscal que finalizó el 30 de junio de 2014, los ingresos totales fueron de US $ 1.3 mil millones: los ingresos de servicios de salud no gubernamentales fueron de US $ 305 millones, los ingresos del gobierno (como reembolsos de Medicaid) fueron de US $ 528 millones, las contribuciones privadas ascendieron a US $ 392 millones y $ 78 millones provinieron de otros ingresos operativos. Según Planned Parenthood, el 59% de los ingresos del grupo se destinan a la prestación de servicios de salud, mientras que los servicios no médicos, como la educación sexual y el trabajo de políticas públicas, representan otro 15%; los gastos de administración, recaudación de fondos y programas internacionales de planificación familiar representan aproximadamente el 16%, y el 10% de los ingresos en 2013-2014 no se gastó.
Una coalición de grupos antiaborto nacionales y locales ha presionado a los gobiernos federales y estatales para que dejen de financiar Planned Parenthood. Como resultado, los legisladores federales y estatales han propuesto legislación para reducir los niveles de financiamiento.  Ocho estados -Alabama, Arkansas, Indiana, Kansas, Luisiana, New Hampshire, Ohio y Utah- han promulgado tales propuestas. En algunos casos, los tribunales han revocado tales acciones, citando el conflicto con leyes federales o estatales; en otros, la rama ejecutiva federal ha proporcionado fondos en lugar de los estados.  En los estados de Wisconsin, Indiana, Kansas y Carolina del Norte, Planned Parenthood fue completamente o parcialmente desfinanciado.
En agosto de 2015, el gobernador de Luisiana, Bobby Jindal, intentó terminar el contrato de Luisiana con Planned Parenthood para tratar a los pacientes de Medicaid en un momento en que existía una epidemia de enfermedades de transmisión sexual en Luisiana. Planned Parenthood y tres pacientes demandaron al estado de Luisiana, con el Departamento de Justicia de los Estados Unidos al lado de Planned Parenthood.
El 2 de febrero de 2016, la Cámara de los EE. UU. no pudo anular el veto del presidente Obama de H.R. 3762 que hubiera prohibido que Planned Parenthood recibiera fondos federales de Medicaid por un año.
A fines de 2016, el gobierno de Obama emitió una norma que entró en vigencia en enero de 2017 que prohíbe a los estados de Estados Unidos retener fondos de planificación familiar federal de las clínicas de salud que ofrecen abortos, incluidos los afiliados de Planned Parenthood; esta regla exige que los gobiernos locales y estatales otorguen fondos federales para servicios relacionados con infecciones de transmisión sexual, cuidado del embarazo, fertilidad, anticoncepción y exámenes de detección de cáncer de mama y cuello uterino a proveedores de salud calificados independientemente de si dan o no abortos. Sin embargo, esta regla fue bloqueada por un juez federal el día antes de que hubiera entrado en vigencia. En 2017 fue revertido por una nueva legislación.
La propuesta de Ley de Cuidado de la Salud de los Estados Unidos, anunciada por los Republicanos del Congreso en marzo de 2017 para repeler el Obamacare, habría hecho que Planned Parenthood "no sea elegible para reembolsos de Medicaid o subvenciones federales de planificación familiar".

## Apoyo político
Planned Parenthood aboga por la protección legal y política de los derechos reproductivos. Esta promoción incluye ayudar a patrocinar los derechos de aborto y los eventos relacionados con los derechos de las mujeres. La Federación se opone a las restricciones a los servicios de salud reproductiva de las mujeres, incluidas las leyes de consentimiento de los padres para menores. Para justificar este puesto, Planned Parenthood ha citado el caso de Becky Bell, quien falleció a raíz de un aborto ilegal en lugar de solicitar el consentimiento de los padres para uno legal.  Planned Parenthood también toma la posición de que las leyes que requieren la notificación a los padres antes de que se pueda realizar un aborto en un menor son inconstitucionales por razones de privacidad.
La organización se opone a leyes que requieren ultrasonidos antes del aborto, indicando que su único propósito es hacer que los abortos sean más difíciles de realizarse. Planned Parenthood también se ha opuesto a las iniciativas que requieren períodos de espera antes del aborto, y prohíbe los abortos tardíos, incluida la dilatación y extracción intactas, que han sido ilegales en los EE. UU. desde 2003. Planned Parenthood apoya la amplia disponibilidad de anticoncepción de emergencia, como la píldora del día después. Se opone a las cláusulas de conciencia, que permiten a los farmacéuticos negarse a dispensar drogas en contra de sus creencias. Planned Parenthood ha criticado a los hospitales que no brindan acceso a la anticoncepción de emergencia para las víctimas de violación. Citando la necesidad de información médicamente precisa en educación sexual, Planned Parenthood se opone a la educación solo de abstinencia en las escuelas públicas. En cambio, Planned Parenthood es un proveedor de, y respalda, la educación sexual integral, que incluye la discusión de la abstinencia y el control de la natalidad.
Las actividades de defensa de Planned Parenthood son ejecutadas por Planned Parenthood Action Fund, que está registrado como organización benéfica 501(c)(4) y archiva información financiera conjuntamente con PPFA. El comité fue fundado en 1996, por la entonces presidenta Gloria Feldt, con el propósito de mantener los derechos de salud reproductiva y apoyar a los candidatos políticos con la misma mentalidad. En el ciclo electoral de 2012, el comité ganó prominencia en función de su efectividad de gasto en candidatos. Aunque el Fondo de Acción de Planificación Familiar (PPAF) comparte algo de liderazgo con la Federación de Planificación Familiar de Estados Unidos, la presidenta de PPAF, Cecile Richards,  testificó ante el Congreso en septiembre de 2015 que no administraba la organización. Planned Parenthood Action Fund tiene 58 capítulos activos, incorporados por separado en 41 estados y mantiene sedes nacionales en Nueva York y Washington D. C. Planned Parenthood recibió subvenciones del gobierno de Obama para ayudar a promover la Ley de Protección al Paciente y Cuidado de Salud Asequible, o ObamaCare.

### Gasto político
Planned Parenthood gasta dinero en política y elecciones a través del Fondo de Acción de Planned Parenthood (su comité de acción política federal), a través de su Super PAC, y a través de una variedad de entidades 501(c)(4) relacionadas. Planned Parenthood apoyó a Barack Obama en las elecciones presidenciales de 2008 y 2012.  En el ciclo electoral de 2014, Planned Parenthood gastó US $ 6 587 100 en contribuciones a candidatos y partidos políticos (gran mayoría a los Demócratas) y en gastos independientes.

## Casos

### Ante la Corte Suprema de EE. UU.
Los capítulos regionales de Planned Parenthood han estado activos en los tribunales estadounidenses. Varios casos en los que Planned Parenthood ha sido parte han llegado a la Corte Suprema de EE. UU. Notable entre estos casos es el caso de 1992 Planned Parenthood v. Casey, el caso que establece la norma actual de aborto constitucional. En este caso, "Planned Parenthood" fue el Capítulo Sudeste de Pensilvania, y "Casey" fue Robert Casey, el gobernador de Pensilvania. La decisión final se dividió, y Roe v. Wade se redujo pero se mantuvo en una opinión escrita por Sandra Day O'Connor, Anthony Kennedy y David Souter. Harry Blackmun y John Paul Stevens coincidieron con la decisión principal en opiniones escritas por separado. La Corte Suprema anuló los requisitos de consentimiento del cónyuge para que las mujeres casadas obtengan abortos, pero no encontró una "carga indebida" -una alternativa al estricto escrutinio, que pone a prueba las limitaciones permisibles de los derechos protegidos por la Constitución- de los demás requisitos legales. Los disidentes fueron William Rehnquist, Antonin Scalia, Clarence Thomas y Byron White. Blackmun, Rehnquist y White fueron los únicos jueces que votaron en la decisión original de Roe v. Wade en 1973 que todavía estaban en la Corte Suprema para fallar sobre este caso, y sus votos en este caso fueron consistentes con sus votos sobre la decisión original que legalizó el aborto Solo Blackmun votó para mantener Roe v. Wade en su totalidad.
Algunos casos relacionados incluyen:
- Planned Parenthood of Central Missouri v. Danforth (1976). Planned Parenthood desafió la constitucionalidad de una ley de Misuri que abarca el consentimiento de los padres, el consentimiento del cónyuge, la contabilidad de la clínica y los métodos permitidos de aborto. Algunas partes de la ley impugnada se consideraron constitucionales, otras no.[112]
- Planned Parenthood of Kansas City v. Ashcroft (1983). Planned Parenthood desafió la constitucionalidad de una ley de Misuri que abarca el consentimiento de los padres, el mantenimiento de registros clínicos y los requisitos de hospitalización. La mayoría de las leyes impugnadas se consideraron constitucionales.[113]
- Planned Parenthood v. ACLA (2001). Los activistas de la Coalición Americana de la Vida (ACLA, por sus siglas en inglés) publicaron un volante y pósteres de "Se busca" con información personal completa sobre los médicos que realizaron abortos. Un jurado civil y el Tribunal de Apelaciones del Noveno Circuito encontraron que los materiales eran, de hecho, "verdaderas amenazas" y no palabras protegidas.[114]
- Gonzales v. Planned Parenthood (2003). Planned Parenthood demandó al fiscal general Gonzales por un mandamiento judicial contra la aplicación de la Ley de Prohibición del Aborto de Nacimiento Parcial de 2003. Planned Parenthood argumentó que el acto era inconstitucional porque violó la Quinta Enmienda, es decir, que era excesivamente vaga, violaba el derecho constitucional de la mujer a tener acceso al aborto, y no incluyó el lenguaje para las excepciones para la salud de la madre. Tanto el tribunal de distrito como el Tribunal de Apelaciones de los EE. UU. Para el Noveno Circuito estuvieron de acuerdo,[115][116]  pero esa decisión fue anulada en un fallo de 5 a 4 de la Corte Suprema.[117]
- Ayotte v. Planned Parenthood of Northern New England (2006). Planned Parenthood et al. desafió la constitucionalidad de una ley de notificación a los padres de New Hampshire relacionada con el acceso al aborto. En la decisión final de Sandra Day O'Connor antes de la jubilación, la Corte Suprema devolvió el caso a los tribunales inferiores con instrucciones de buscar un remedio, salvo la invalidación total del estatuto. New Hampshire terminó por revocar el estatuto a través del proceso legislativo.[118]

### Otros casos
Algunos procuradores generales del estado han citado registros médicos de pacientes tratados por Planned Parenthood. Planned Parenthood ha acudido a los tribunales para evitar entregar estos registros, citando privacidad médica y preocupaciones sobre la motivación para buscar los registros.
En 2006, el fiscal general de Kansas, Phill Kline, miembro del partido Republicano, dio a conocer al público algunos registros sellados de pacientes obtenidos de Planned Parenthood. Sus acciones fueron descritas como "preocupantes" por la Corte Suprema del estado, pero Planned Parenthood se vio obligado a entregar los registros médicos, aunque con garantías de privacidad más estrictas ordenadas por la corte para los pacientes involucrados. En 2007, el sucesor de Kline, Paul J. Morrison, un demócrata, notificó a la clínica que no se presentarían cargos penales después de una investigación de tres años, ya que "un examen objetivo, imparcial y exhaustivo" no mostró ninguna fechoría. Morrison declaró que creía que Kline había politizado la oficina del fiscal general. En 2012, un fiscal del distrito de Kansas descubrió que las prácticas de la clínica Planned Parenthood del área de Kansas City estaban "dentro de las prácticas aceptadas en la comunidad médica" y descartó todos los cargos penales restantes. En total, la clínica de Planned Parenthood se había enfrentado a 107 cargos criminales de Kline y otros fiscales de Kansas, los cuales fueron despedidos en última instancia.
En 2006, la Corte de Apelaciones de Indiana dictaminó que Planned Parenthood no estaba obligada a entregar sus registros médicos en una investigación de posible abuso infantil. En 2005, Planned Parenthood Minnesota / Dakota del Norte / Dakota del Sur recibió una multa de $ 50,000 por violar una ley de consentimiento de los padres del estado de Minnesota.
En 2012, un juez del tribunal estatal de Texas, Gary Harger, denegó la solicitud de Planned Parenthood de una orden de restricción temporal contra el Estado de Texas, concluyendo que el Estado puede excluir a médicos y clínicas, que de otro modo recibirían fondos estatales si los médicos o clínicas abogan por el derecho al aborto.

## Controversias y oposición

### Margaret Sanger y la eugenesia
En la década de 1920 varias teorías sobre la eugenesia eran populares entre intelectuales en Estados Unidos. En su campaña para promover la planificación familiar, Sanger estableció alianzas con organizaciones que promovían la eugenesia, como la American Eugenics Society, aunque no compartía muchos de sus principios. La academia sostiene que Sanger creía que el control de la natalidad y la esterilización debía ser voluntaria, y no basarse en cuestiones raciales. Sanger defendía la "maternidad voluntaria", es decir, el derecho de elegir cuándo gestar, para todas las mujeres como un elemento fundamental de los derechos de las mujeres. Aun así, como parte de sus esfuerzos para promover el control de la natalidad, Sanger hizo causa común con los impulsores de la eugenesia.
Los críticos de Planned Parenthood suelen mencionar la relación entre Sanger y los promotores de la eugenesia para desacreditar a la organización al asociarla con la visiones modernas de la eugenesia. Planned Parenthood ha contestado estas críticas asumiendo los acuerdos que Sanger tenía con algunos de sus contemporáneos que promovían esterilizar personas con afecciones hereditarias incapacitantes y limitar la inmigración de discapacitados; afirmando al mismo tiempo que encuentran esas opiniones "objetables y propias de otra época".

### Aborto
Planned Parenthood ha ocupado una posición central en el debate sobre el aborto en los Estados Unidos, y ha sido uno de los blancos del movimiento provida durante décadas. Algunos miembros del Congreso, pertenecientes en su mayoría al Partido Republicano, han intentado terminar con el financiamiento público de la organización. Planned Parenthood ha sostenido que los fondos federales que recibe no son utilizados para financiar servicios de aborto, pero los activistas provida argumentan que esos fondos le permiten liberar recursos que son a su vez utilizados para realizar abortos.
Planned Parenthood es el más importante prestador de servicios de aborto en los Estados Unidos, pero los activistas a favor del aborto sostienen que los servicios de planificación familiar reducen la necesidad de abortos; en las palabras de Megan Crepeau del Chicago Tribune, Planned Parenthood podría ser caracterizado como la institución de Estados Unidos que evita la mayor cantidad de abortos ("America's largest abortion preventer").

#### Videos clandestinos de activistas antiaborto
Los activistas provida han intentado demostrar que Planned Parenthood viola leyes estatales o federales. Planned Parenthood ha respondido indebidamente a personas haciéndose pasar por víctimas de abuso infantil, menores que por ley requieren que sus padres sean notificados antes de un aborto, donantes pidiendo que sus donaciones persigan la reducción de la población afroamericana, o proxenetas pidiendo abortos para prostitutas menores de edad. Como resultado de algunos de estos videos, empleados de Planned Parenthood han sido sancionados o despedidos. Una auditoría del año 2005 del Departamento de Salud y Servicios Sociales de los Estados Unidos durante la Presidencia de George W. Bush señaló que no había evidencia alguna de faltas a las leyes pertinentes en cuanto a la obligación de reportar abuso infantil, abuso sexual, violación o incesto.

##### Videos de Live Action
En 2010, la organización Live Action publicó una serie de videos tomados de manera clandestina filmados en centros de Planned Parenthood. Live Action sostuvo que esos videos demostraban que empleados de Planned Parenthood ayudaban activamente o eran cómplices de proxenetas, o asesoraban a pacientes en cómo procurar abortos selectivos de acuerdo al sexo. No hubo condenas judiciales, pero algunos empleados y voluntarios de Planned Parenthood fueron despedidos por no seguir los procedimientos, y la organización se comprometió a capacitar a sus empleados. Adicionalmente un centro fue puesto en período de prueba.

##### Videos del Center for Medical Progress
En 2015, una organización antiaborto llamada Center for Medical Progress (CMP), publicó una serie de videos tomados de manera clandestina. Miembros del CMP fingieron ser investigadores de una compañía de biotecnología para reunirse con representantes de centros donde se practicaban servicios de aborto. Los videos mostraron cómo los investigadores podían obtener tejidos de los fetos, aunque no se demostró que el proceso fuera ilegal.
Según Glenn R. Simpson, un periodista de investigación que trabajó para el The Wall Street Journal, algunos videos fueron alterados[cita requerida]. El CMP discutió esta evidencia, atribuyendo las alteraciones a "pausas para ir al baño y períodos de espera". CMP sostiene que los videos demuestran que los servicios de aborto obtienen ganancias de la venta de material biológico. Estos videos atrajeron una importante cobertura de prensa, y luego de la difusión del primero de ellos, congresistas conservadores comenzaron a presionar para cortar financiamiento público de servicios de salud reproductiva. Asimismo, políticos conservadores de distintos Estados utilizaron este episodio como una oportunidad para interrumpir o intentar interrumpir estos servicios a niveles estatales.[cita requerida]
En doce Estados se iniciaron investigaciones a partir de estos videos, pero no se pudo demostrar que las clínicas de Planned Parenthood hubieran vendido tejidos como sostenía el CMP y otros grupos provida. Una investigación de la Cámara de Representantes de los Estados Unidos no obtuvo ninguna evidencia de inconducta por parte de Planned Parenthood. Se formó un comité especial para profundizar la investigación, y en su informe final, del 30 de diciembre de 2016, recomendó que Planned Parenthood fuera desfinanciada.
El 25 de enero de 2016, un gran jurado de Texas inculpó al fundador del CMP David Daleiden y a uno de sus miembros, Sandra Merritt, mientras que sobreseyó a Planned Parenthood. Los cargos contra Daleiden y Merritt fueron desestimados seis meses más tarde. El 28 de marzo de 2017, Daleiden y Merritt fueron acusados de 15 cargos en el Estado de California, uno por cada una de las personas que filmaron sin consentimiento, uno por conspiración criminal para invadir la privacidad. El 21 de junio de 2017, todos los cargos de invasión de privacidad fueron desestimados.